# Rafael Redwitz
Rafael Redwitz (Curitiba, 12 agosto 1980) è un allenatore di pallavolo ed ex pallavolista brasiliano naturalizzato francese, allenatore del Nice.

## Palmarès

### Club
- Campionato francese: 4

2005-06, 2006-07, 2007-08, 2011-12
- Coppa di Francia: 1

2010-11
- Coppa di Germania: 1

2018-19
- Supercoppa francese: 1

2006
- Supercoppa tedesca: 1

2018

### Nazionale (competizioni minori)
- Coppa America 2007

### Premi individuali
- 2008 - Pro A: Miglior palleggiatore
- 2010 - Coppa di Polonia: Miglior palleggiatore
- 2012 - Ligue A: Miglior palleggiatore